# Руско просветитељство
Руско просветитељство јесте период из 18. века у коме је влада почела активно да подстиче развој уметности и науке, што је имало дубок утицај на руску културу и друштво. За то време основан је први руски универзитет, библиотека, позориште, јавни музеј, као и релативно независна штампа. Као и други просвећени владари, Катарина Велика је играла кључну улогу у неговању уметности, науке и образовања. Национално просветитељство у Руском царству разликовало се од свог западноевропског пандана по томе што је промовисало даљу модернизацију свих аспеката руског живота и бавило се укидањем институције кметства у Русији. Руско просветитељство није промовисало никакве промене у домену раздвојености цркве од државе. Пугачовљев устанак и Француска револуција су можда разбили илузије о могућности брзих политичких промена, али интелектуална клима у Русији је неповратно измењена. О месту Русије у свету током ове епохе расправљали су Денис Фонвизин, Михаил Шчербатов, Андреј Болотов, Александар Радишчов и Иван Болтин; ове расправе су убрзале поделу између радикалне, западне, конзервативне и словенофилске традиције у руском друштву. Интелектуалци су често користили термин prosveshchenie, за промовисање побожности, ерудиције и посвећености ширењу учења.

## Рани развој догађаја
Идеје руског просветитељства први је заступала „учена дружина“ Петра Великог.То је дух који оживљава беседе Феофана Прокоповича, сатире Антиоха Кантемира и историографију Василија Татишчова.
За време владавине Петрове ћерке Јелисавете I Петровне идеје просвећеног апсолутизма раширене су у Русији. Јелисаветин миљеник, Иван Шувалов, био је идеалан просвећени дворјанин: имао је кључну улогу у оснивању Московског универзитета и Империјалне академије уметности, чиме је започела каријере већине интелектуалаца активних у последњој четвртини 18. века.
Шувалов је био и покровитељ највећег руског полихистора – Михаила Ломоносова – који је имао резултате у разним гранама науке, филозофији, поезији и ликовној уметности.

## Катарина Велика
Катарина Велика је себе сматрала просвећеном владаром. Читала је најистакнутије филозофе тог времена, укључујући Монтескјеа и Волтера и покушавала да се придржава идеја просветитељства. Желела је да Русију изједначи са својим суседима не само у војном смислу, већ и у политичком, културном и интелектуалном смислу.
Многи Катаринини савременици су доводили у питање њену приврженост идеалима просветитељства и мислили су да је егоиста који само користи концепте из епохе просветитељства да би унапредили своје себичне добитке. Род је играо примарну улогу у овим критикама. Савременици су њену личност тумачили као комбинацију мушке снаге са женском сујетом.
„Вестернизација“ има различита значења у различитим земљама у различитим временским периодима. Али у односу на Русију током 18. века, термин је означавао законодавне промене у области економије, политике и културе. То такође подразумева приврженост руског племства постављеним стандардима и имитацију западних вредности. Вестернизација у Русији је укључивала модернизацију машинерије, усавршавање ефикасније бирократије и прихватање западноевропског укуса.
Русија је производила више добара и ангажовала је хиљаде војника током Катаринине владавине. Довођење Русије до равноправног нивоа са остатком Европе интелектуално је била главна брига Катарине. Из тог разлога је створила законе који су оправдали њену владавину.

### Спољна политика
Скоро сваки руски владар је настојао да освоји луке у топлим водама. Петар Велики се борио против Османског царства око Крима  Добивање приступа Криму би Русији дало приступ Црном мору и Дарданелима. Док је Русија окупирала Пољску, Француска је схватила да је Отоманско царство једина земља у позицији да сруши Катарину. Добивши француску подршку, Турци су поручили Русији да напусти Пољску. Русија је одмах потом објавила рат султану. После неколико успешних победа, укључујући уништење турске поморске флоте, Катарина је импресионирала многе европске силе: „Катарина, која је у почетку била третирана као дилетант у политици, сада се свим западним канцеларијама појавила као зли геније.
Катарине снаге су се поново вратиле на Крим у новембру 1776. и наметнула владара да поново окупира полуострво због тамошњих немира. Кримљани су се побунили 1778. године, након чега су Руси отишли исте године и поставили свог вођу на престо.
Пошто је стекла значајну дипломатску моћ раних 1770-их, Катарина је разматрала план који се називао „грчки пројекат“. План се састојао од потискивања Турака из Европе, али је такође носило још један утопијски аспект: враћање Константинопоља од муслиманске владавине под православну хришћанску власт. Други турски рат, 1787–1792, завршио се тако што је Русија добила тврђаву Очаков и обалу Црног мора до реке Дњестар, а Османско царство признало руску анексију Крима.
Ставом да ће Цариград једног дана припасти хришћанима, Катарина је умирила Цркву, која је и даље имала значајан утицај у 18. веку. Желела је да покаже Западној Европи да ће њена земља бити снажно присутна у европским политичким питањима. Катаринина подела Пољске била је још еклатантнији пример политике моћи. Русија је извршила инвазије три пута, 1772, 1793 и 1795, и поделила некада важну европску државу између себе, Аустрије и Пруске. Катарина је устав од 3. маја 1791. Пољско-литванске заједнице изгласан 1791. сматрала јакобинском претњом и сматрала је да представља претњу руској монархији и њеном утицају у Пољској, који на крају је довела до војне експедиције која је резултирала уништењем Пољско-литванске уније.

## Однос са Волтером
Катарина је иницирала успостављење везе са Волтером и дала је све од себе да га упозна. У јесен 1763. Катарина је договорила да њен секретар у Женеви Франсоа-Пјер Пикте, Волтеров познаник, пошаље Волтеру писмо (које је наводно написала сама Катарина) у коме ју је Пикте опширно хвалио. Катарина је учинила многе друге покушаје да се повеже са француским филозофима: понудила је да објави Енциклопедију у Русији, договорила да се неколико Волтерових драма постави на двору у Санкт Петербургу, тражила је копије његових комплетних дела и позвала га да дође у Русију. Њено ласкање је на крају освојило Волтера и почели су да пишу писма једно другом у јесен 1763. године, наставили су то да раде све до Волтерове смрти петнаест година касније.
Волтер је такође имао користи од пријатељства са суевереном Русије. Волтер је као  дугогодишњи обожавалац просвећеног деспотизм одобравао Катаринину секуларну политику. Мислио је да ће му преписка са Катарином помоћи да истражи могућности просвећеног деспотизма и да му омогући да упореди законе и обичаје Русије са француским
Волтер је играо важну улогу у промовисању Катарининог имиџа у Европи. Описан је као Катаринин „најугледнији западни партизан, њен најентузијастичнији поклоник и њен најнеуморнији и најречитији пропагандиста“. Осим што јој је хвалио царицу у круговима својих пријатеља, Волтер је писао памфлете који су подржавали Катаринину политику и објављивао њене изјаве и писма у западној штампи, посебно тартегирајући антируске новине и друге публикације.
Већи део преписке царице и Волтера трајао је током 1769–1778, периода у којем је Катарина била у великој мери укључена у спољне послове. Тако се велики део њихове преписке фокусира на ратове Русије у Пољској и Турској и на теме религије и цивилизације. Катаринина писма Волтеру често су служила као средство за привлачење утицајног филозофа за лични интерес царице и интерес Русије. Уместо да се бави интелектуалним темама, Каатрина је користила своја писма да ласка филозофу и наговара га. Док је Волтер често покушавао да уведе царицу у интелектуални дијалог, Катарина је често избегавала оваква навођења.  Царичина преписка је у великој мери функционисала као пропаганда са намером да увери Волтера (и Европу) у просперитет Русије. Ограничен физичком дистанцом и недостатком информација, Волтер је једноставно био вољан да верује у Катаринин либерализам.
Катарина је изјавила да нема жељу да чита књижевна дела која нису написана као Волтерово. После његове смрти 1778. године, Катарина је писала писма својим савременицима молећи их да проучавају и науче његова дела. Веровала је да проучавање његовог дела образује грађане, да помаже у формирању генија, хероја и писаца и да ће помоћи да се развију хиљаде талената. Њена оданост Волтеру након његове смрти остаје очигледна у њеном искреном и искреном поштовању према њему.
Током своје владавине, Катарина је остала посвећена интелектуалним активностима и охрабривала је чланове свог двора да се баве и њима. Царица је свом особљу у палати обезбедила библиотеку и наводно је трошила у просеку 80.000 рубаља годишње на књиге.

### Политика
По савету својих учених дописника, Катарина је увела низ промена, од огромне секуларизације до домаће реформе која је предвиђала рационалније планирање руских градова.
Катарина је веровала у просветитељску политичку мисао. Реформисала је моћну бирократију коју је успоставио Петар Велики. Основала је педесет провинција „губернија“, подељених у десет округа. У свакој провинцији је живело 300.000 до 400.000 људи, а у сваком округу од 20.000 до 30.000 људи. Гувернер и мрежа званичника, подељених по извршним, законодавним и судским функцијама, идеално је требало да управљају сваком покрајином. Катарина је такође желела да племство игра улогу у локалним политичким пословима.
Катаринине политичке реформе превазишле су усавршавање руске бирократије. Њен Наказ или „Упутство“ је изражавао њене политичке идеале. Неколико њених саветника је предложило оснивање савета за регулисање законодавства, али је то одмах одбијено. Када је Катарина почела да губи и најмању количину моћи, враћала је аутократску владавину . Владала је у сарадњи са именованим административним Сенатом од 20 или 30 људи. Сенат није имао законодавна овлашћења. Катарина је задржала моћ да доноси законе.
Схватила је потребу за успостављањем закона. Неки тврде да је Катарина користила просветитељство као начин да постави „своју владавину на чврсте филозофске темеље и да обезбеди национални водич за морално вођство Европе“. Други кажу да је користила своје законе из чисто практичних разлога. Установила је грађански закон у јануару 1774. и кривични законик у другој половини 1770-их, али никада није завршила јединствени законик. Катарина је игнорисала референце на природно право.
Критика царичиних реформи било је много. Професор Семјон Десницки, следбеник схватања Адама Смита, предложио је да Катарина уведе изборе на сваких пет година за Сенат и да уведе поделу власти. Књижевник Михаил Херасков је користио романе и песме да покаже да је дужност аутократе да пређе са просвећеног апсолутног монарха на уставног или ограниченог монарха.
Да бисмо разумели значај Катаринине владавине, морамо се осврнути на време Петра Великог. Петар је успоставио идеју „цара реформатора“. Он се политички дистанцирао од ранијег московског схватања руског суверена као „доброг цара“. Од његове владавине па надаље, сви цареви су били оцењени по мерилима: модернизације економије, друштва, политике и културног живота, стицања утицаја у иностранству и вођења Русије на секуларним западноевропским идејама.
Русија је постала велика европска сила због Петрових реформи. Од Петрове владавине поставио је преседан за наредне вође. Следећих 150 година, руски владари су следили „реформски конзервативизам“ који се састојао у одржавању моћи државе, борби против суштинских промена, али и усвајању прогресивних промена које су аутократији давале карактеристику либерализма, који је у пракси био конзервативан.

## Култура
Катарина не само да је желела да има војну и политичку једнакост са западноевропским земљама, већ је такође настојала да опонаша њихову просвећену владавину замењујући западњачку мисао и праксу руском племству. Катарина је то учинила због универзалних стандарда са којима су се Европљани упоређивали.
За разлику од Петра I, који је уредио руско друштво путем јавних церемонија и закона, Катарина је промовисала „унутрашње механизме регулације понашања“. Покушала је да постигне овај изузетан циљ кроз образовање. Русија је основала државне школе које су ученицима омогућавале учење у три Рс, као и о понашању које је прикладно за држављанство. Школе су наглашавале два принципа изнад свега: потребу да се буде патриота и потребу да се прихвате иновације.
Повећана куповна моћ виших класа довела је до тога да себе виде као једнаке Французима, Британцима, Швајцарцима, Данцима и Швеђанима. То је навело племство, на које се гледало као на „стуб апсолутизма и руске државе“ да промени и позапдњачи своје навике.
Катаринине реформе омогућиле су појединцима рођени у историјски моћним породицама да задрже свој статус у друштву, а другима да се уздигну захваљујући служби. Племић више није показивао своју углађеност кроз служење двору, већ кроз оно шта је поседовао и какво је друштво имао.
Катаринин Смољни институт у Санкт Петербургу, заснован на француском Maison royale de Saint Louis, је девојке из више класе подучавао учтивим понашањима у друштву и моралу. Девојке су студирале не само „плес, музику, шивење, цртање и економију домаћинства“, већ и „право, математику, језике, географију, историју, економију, архитектуру, науку и етику“.
Њена поткомисија за образовање бавила се основним, средњим и високим образовањем. Идеја је била да се деца науче дужностима које се захтевају од оних који живе у друштву. Поткомисија је почела са радом у мају 1768. и користила је енглеске универзитете, пруски систем националног образовања и „ирску школу“ као узоре. Држава је затим у провинцијским градовима 1786. године основала бесплатне гимназије и основне школе са заједничким образовањем. Међутим, до 1764. године окружни градови су добили основне школе; сеоске школе су и даље постојале. Мало деце је похађало државне школе. Око 176.000 деце прошло је кроз руски систем државнихј школа између 1786. и 1796. Русији су недостајали финансије као и стручни наставници неопходни за правилно вођење школа.
Идеје просветитељства о религији утицале су на племство, али Катарина је 6. фебруара 1764. основала Комисију за црквене земље да би подржала финансије државе. Присвајање односно претварање црквене земље у државну омогућило је да се под Катарининој контроли нађе  знатна количина новца, земље и сељака.

## Економија
Настојања државе да „позападњачи“ руске више слојевило увелико су утицали на њихове економске прилике. Најбогатији слојеви стекли су више прихода како би себи приуштили образовање и западњачке навике. Племство се састојало од прилично осиромашене већине и мале изузетно богате мањине. Нижа властела се бавила и живела нешто боље од оно мало кметова које је имала. Године 1777. 59 посто племства имало је мање од двадесет кметова. Живот кметова и сељака остао је релативно исти за време Катаринине владавине. Током 1762. сељаштво је подељено на три групе: приватне кметове, црквене сељаке и државне сељаке. Приватни кметови су чинили 56 одсто укупног сељаштва и били су везани за своја села због пореских разлога и војне обавезе. Њихови господари су имали законску одговорност да их хране у доба глади, брину о њима у старости и плаћају њихов порез.
Виши слојеви Русије улагали су више новца у производњу, која је порасла за време Катарине владавине. Број предузећа се повећао са 600 на 700 1762. године на преко 2.000 када је окончана њена владавина. Руска пољопривреда је порасла за време Катарине владавине због економског притиска на племство коме је било потребно више богатства да би се препустио западноевропским укусима. Племство је користило потенцијално обрадиво земљиште у старим областима, као и нову земљу на периферијама царства. Ова експанзија се догодила током 1780-их и 90-их година.
Током целе Катарине владавине покушавала је да пронађе равнотежу између либералних политичких економских идеја у традицији Адама Смита и снажне регулативе коју је увео цар Петар I. Царица Катарина је фаворизовала најамни рад у индустрији, снизила је унутрашње тарифе и царине и није подржавала монополе. Катарина је забранила куповину кметова за потребе индустрије.
Рударство је такође било извор руског богатства.
Године 1762. Црква је поседовала две трећине ораница. После Катаринине реформе, секуларизована црквена земља донела је држави „годишњи приход од 1.370.000 рубаља, од којих је мање од 463.000 враћано Цркви сваке године између 1764. и 1768. године”.

## Уметност
Просветитељске идеје популарисало је руско позориште у настајању. Прву руску позоришну групу ове врсте основали су Фјодор Волков и Иван Дмитријевски у Јарослављу за време Јелисаветине владавине. За репертоар њиховог позоришта био је одговоран Александар Сумароков.
За време Катарине владавине међу водећим драматурзима били су Денис Фонвизин. Он је исмејавао имитирање свега француског; Владислав Озеров је био аутор великог броја неокласичних трагедија са примесама сентиментализма, док је драма Јакова Књажнина о народном устанку против Рјурикове владавине проглашена јакобинском и јавно спаљена 1791.
Чак и Катаринин омиљени песник, Гаврила Державин — који је у својим одама настојао да комбинује забаву са поуком — суочавао се са забраном неких његових током последњих година Катаринине владавине.
Опера је у Русију стигла 1731. године, када је царица Ана позвала италијанску оперску трупу да прикаже Каландро Ђованија Алберта Ристорија током прославе њеног крунисања у Москви. Године 1735. друга италијанска оперска трупа коју је предводио композитор Франческо Араја позвана је да ради у Санкт Петербургу. Араја је провео 25 година у Русији и написао 14 опера за руски двор, укључујући Цефал и Прокрис (1755), прву оперу написану на руском на либрето Александра Сумарокова .
Катарина је слала руске композиторе попут Березовског и Бортњанског у иностранство да студирају уметност музичке композиције. И тек почетком 1770-их учињени су први скромни покушаји композитора руског порекла да компонују опере на руска либрета.
Најзначајнији допринос оперском жанру дао је композитор Василиј Пашкевич.
Године 1746. одржан је први јавни концерт у Русији. Ово је убрзо постало традиција. Концертним животом доминирали су страни музичари пре него што су се појавили руски виртуози 1780–1790-их; међу њима су били виолиниста Иван Кхандосхкин и певачица Елизавета Сандунова.

### Масонерија
- План Дома за сирочад, око 1764.
- Насловна страницаНаказа Катарине II, 1767.

Неке од водећих личности руског просветитељства повезују се са масонством и мартинизмом. Николај Новиков и његов круг су промовисали „просвешћење“ које је комбиновало верску побожност, ерудицију и посвећеност ширењу учења. Он је такође имао мало сличности са скептичним и критичким духом европског просветитељства.

## Последице
До 1796. године, када је цар Павле наследио мајку на руском престолу, руско просветитељство и је увелико губило на замаху.
Неформални комитет, који је основао Александар I Павлович 1801. године, може се посматрати као последњи покушај спровођења идеала просветитељства у Руском царству. Михаил Сперански је наставио са изношењем амбициозног програма политичких реформи, али његови главни предлози нису спроведени у дело све до великих реформи Александрa II Николајевичa пола века касније.